# Lsjbot
Lsjbot — программа (бот), созданная шведским физиком и википедистом Сверкером Юханссоном для шведской Википедии. Со временем программа была адаптирована для себуанской и варайской Википедий. Название образовано от никнейма основной учётной записи Юханссона — lsj, которое в свою очередь является аббревиатурой от его полного имени — Lars Sverker Johansson.
К июню 2017 года Lsjbot создал в общей сложности более 17 миллионов статей. Бот создаёт статьи на основе различных баз данных, затем они могут переводиться на другие языки.

## История

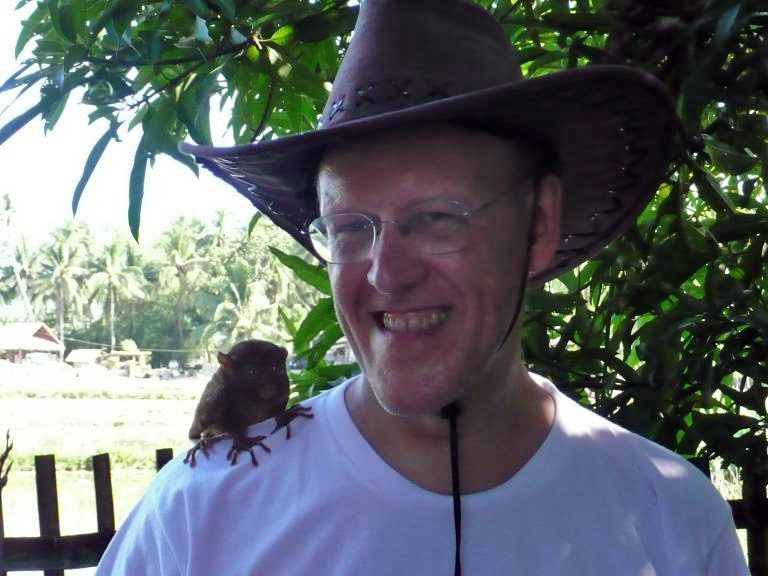
Сверкер Юханссон, разработчик Lsjbot.

30 января 2012 года Lsjbot начал свою деятельность в шведской википедии, 25 декабря 2012 года — в себуанской, 7 февраля 2013 года — в варайской.
До 2015 года загружались статьи о биологических видах, состоящие из 1—3 строк текста, шаблона-карточки и многочисленных ссылок на источники (типичный пример — Abrahamia ditimena). Затем бот был перепрограммирован на создание более сложных статей о географических объектах (например, Adairsville).
По состоянию на июль 2014 года робот создал более 2,7 миллиона статей, две трети из которых — в Себуанской Википедии (родной язык жены Юханссона), другая треть — в шведской Википедии. Робот может создавать до 10 000 статей в день.
15 июня 2013 года шведская Википедия достигла одного миллиона статей (тогда это была восьмая Википедия, достигшая этой цели). Миллионная статья была создана Lsjbot’ом, который на тот момент создал 454 тысячи статей, что являлось почти половиной от количества статей в шведской Википедии. Благодаря Lsjbot шведская Википедия стала вторым языковым разделом в рейтинге по количеству статей, сразу после английского раздела.

## Реакция СМИ
После публикации статьи в The Wall Street Journal в июле 2014 года на бота обратила внимание мировая общественность.
Деятельность Юханссона вызвала некоторую критику от тех, кто считает, что в заготовках статей отсутствует полноценное смысловое содержание, и что заготовки создаются не людьми. The Sydney Morning Herald сравнили бота с Филом Паркером, самым публикуемым автором в истории человечества, опубликовавшим более 85 тысяч книг, каждая из которых завершена менее чем за час с использованием компьютера. Юханссон возразил критикам своих действий, отметив, что если бот не будет писать статьи, то «в противном случае они будут в основном написаны молодыми белыми мужчинами-нердами и будут отражать интересы мужчин».